# Thaumalea pyrenaica
Thaumalea pyrenaica är en tvåvingeart som beskrevs av Edwards 1929. Thaumalea pyrenaica ingår i släktet Thaumalea och familjen mätarmyggor. Inga underarter finns listade i Catalogue of Life.